# كيف يعمل جوجل (كتاب)
كتاب كيف يعمل جوجل (بالإنجليزية: How Google Works)‏ عبارة عن كتاب شارك في تأليفه الرئيس التنفيذي لشركة جوجل والرئيس التنفيذي السابق إريك شميدت ونائب الرئيس الأول السابق للمنتجات جوناثان روزنبرغ . يبين كاتبي الكتاب كيف حولت التكنولوجيا ميزان القوى من الشركات إلى المستهلكين ويجادلون بأن الطريقة الوحيدة للنجاح في هذا المشهد المتغير باستمرار هي إنشاء منتجات فائقة الجودة وجذب سلالة جديدة من الموظفين متعددي الأوجه ، يطلق عليهم اسم "التصميمات الذكية" . الكتاب باللغة الإنجليزية وتم نشره في 23 سبتمبر 2014 من قبل غراند سينترال للنشر [الإنجليزية] ، أحد أقسام مجموعة هاتشيت للكتب [الإنجليزية]
يبلغ طول إصدار الغلاف المقوى 304 صفحة. يغطي المؤلفون مواضيع مختلفة مثل ثقافة الشركة ، والاستراتيجية ، والموهبة ، واتخاذ القرار ، والتواصل ، والابتكار ، والتعامل مع الاضطراب ، ويوضح المؤلفون ثوابت الإدارة مع العديد من الحكايات الداخلية من تاريخ شركة جوجل . أصبح من أكثر الكتب مبيعًا في نيويورك تايمز .

## قراءات حول الكتاب
كيف يعمل جوجل - ملخص الكتاب - techmed.sk
- مراجعة من صحيفة الغارديان